# Araneus bonsallae
Araneus bonsallae är en spindelart som först beskrevs av Henry Christopher McCook 1894.  Araneus bonsallae ingår i släktet Araneus och familjen hjulspindlar. Inga underarter finns listade i Catalogue of Life.